# Batalla de Sarandí
La batalla de Sarandí va tenir lloc el 12 d'octubre de 1825, prèvia a la Guerra Cisplatina que va enfrontar l'Imperi del Brasil i l'Argentina (1825-1828).
El 1825 va començar la lluita a l'Uruguai entre els brasilers i les tropes de Juan Antonio Lavalleja. El 12 d'octubre de 1825, els guerrillers van atacar una tropa brasilera a Sarandí, dirigida per Bento Manoel.
En la lluita contra els brasilers, els enemics van ser derrotats perdent prop de 400 homes i amb 575 ferits i presoners. Els soldats supervivents van marxar de la ciutat. Després d'aquesta victòria, Lavalleja va demanar a l'Argentina la seva participació. En resposta, l'Argentina va declarar la guerra al Brasil.